# Euselasia hygenius
Euselasia hygenius is een vlindersoort uit de familie van de prachtvlinders (Riodinidae), onderfamilie Euselasiinae.
Euselasia hygenius werd in 1790 beschreven door Stoll.